# 普吕克坐标
数学上，普吕克坐标是将射影三维空间中的每条线给予6个齐次坐标，也就是一个射影5维空间中的一点。普吕克坐标由尤利乌斯·普吕克于1844年给出。

## 定义
令L为一直线，穿过点{\displaystyle p(x_{0},x_{1},x_{2},x_{3})}和点{\displaystyle q(y_{0},y_{1},y_{2},y_{3})}。
定义{\displaystyle p_{ij}}为{\displaystyle {\begin{pmatrix}x_{i}&x_{j}\\y_{i}&y_{j}\end{pmatrix}}=x_{i}y_{j}-x_{j}y_{i}}的行列式。
这蕴涵着{\displaystyle p_{ii}=0}和{\displaystyle p_{ij}=-p_{ji}}.
考虑六元组{\displaystyle (p_{01},p_{02},p_{03},p_{23},p_{31},p_{12})}。不是所有6个都可以同时为0，因为如果是的话，所有{\displaystyle {\begin{pmatrix}x_{0}&x_{1}&x_{2}&x_{3}\\y_{0}&y_{1}&y_{2}&y_{3}\end{pmatrix}}}的{\displaystyle 2\times 2}子矩阵都是零，则该矩阵最多秩为1，这个p及q为不同点的假设不符。
p和q的选取对于6元组的影响只是一个非零因子，如下所示：
考虑{\displaystyle p'(x'_{0},x'_{1},x'_{2},x'_{3})}和{\displaystyle q'(y'_{0},y'_{1},y'_{2},y'_{3})}为L上不同点，其中{\displaystyle x'_{i}=k_{1}x_{i}+l_{1}y_{i}}而{\displaystyle y'_{i}=k_{2}x_{i}+l_{2}y_{i}}。 p'和q'不同的假设归结为{\displaystyle k_{1}l_{2}-k_{2}l_{1}\neq 0}。 可以检验：{\displaystyle {\begin{pmatrix}x'_{i}&x'_{j}\\y'_{i}&y'_{j}\end{pmatrix}}={\begin{pmatrix}k_{1}&l_{1}\\k_{2}&l_{2}\end{pmatrix}}{\begin{pmatrix}x_{i}&x_{j}\\y_{i}&y_{j}\end{pmatrix}}}
这样，{\displaystyle (p'_{01},p'_{02},p'_{03},p'_{23},p'_{31},p'_{12})=(k_{1}l_{2}-k_{2}l_{1})(p_{01},p_{02},p_{03},p_{23},p_{31},p_{12})}
称W为所有PG(3,K)中的直线的集合。我们现在恰当地定义一个映射{\displaystyle \alpha }：从W到一个K上的5维射影空间：
{\displaystyle \alpha :W\rightarrow PG(5,K):L\rightarrow L^{\alpha }=(p_{01},p_{02},p_{03},p_{23},p_{31},p_{12})}